# Withycombe (paroisse)
Pour les articles homonymes, voir Withycombe.
Withycombe est une paroisse civile et un village du Somerset, en Angleterre.